# Koziorożec 1
Koziorożec 1 (ang. Capricorn One) – amerykańsko-brytyjski dramat sensacyjny z 1978 roku w reżyserii Petera Hyamsa. Film opowiada o trójce astronautów, którzy biorą udział w zainscenizowanym lądowaniu na Marsie. Za inspirację do stworzenia tej historii posłużyły teorie spiskowe o lądowaniu na Księżycu.

## Obsada
- Elliott Gould jako Robert Caulfield
- James Brolin jako pułkownik Charles Brubaker
- Sam Waterston jako podpułkownik Peter Willis
- O.J. Simpson jako komandor John Walker
- Hal Holbrook jako doktor James Kelloway
- Brenda Vaccaro jako Kay Brubaker
- Karen Black jako Judy Drinkwater
- David Doyle jako Walter Loughlin
- Robert Walden jako Elliot Whitter
- Telly Savalas jako Albain
- David Huddleston jako kongresmen Hollis Peaker
- Lee Bryant jako Sharon Willis
- Denise Nicholas jako Betty Walker
- James Karen jako wiceprezydent Price
- Virginia Kaiser jako Phyllis Price

## Fabuła
NASA przygotowuje się do wystrzelenia pierwszej załogowej misji na Marsa, w której uczestniczy pułkownik Charles Brubaker, podpułkownik Peter Willis i komandor John Walker. Tuż przed startem dr James Kelloway zabiera trójkę astronautów z rakiety i przewozi do opuszczonej bazy wojskowej na pustyni. Tam tłumaczy im, że system podtrzymywania życia okazał się wadliwy, dlatego zabrał ich ze statku. Ponieważ jednak finansowany przez państwo program kosmiczny potrzebuje sukcesu, to misja będzie kontynuowana, a oni wezmą udział w sfingowanym lądowaniu na Marsie. Początkowo odmawiają, ale kiedy zdesperowany Kelloway grozi, że zdetonuje bombę umieszczoną na pokładzie samolotu, którym lecą ich rodziny, zmieniają zdanie.
W czasie kilkumiesięcznej misji astronauci są przetrzymywani w bazie, gdzie przygotowano scenografię Marsa, a nagrane w studio lądowanie zostaje wyemitowane w telewizji. Podczas transmisji jeden z techników, Elliot Whitter, zauważa, że sygnały telewizyjne dochodzą przed sygnałami statku, co sugeruje, że są nadawane z bliższej odległości, ale kiedy informuje o tym przełożonych, zostaje zignorowany. Niedługo po tym, gdy wspomina o swoich spostrzeżeniach przyjacielowi Robertowi Caulfieldowi, znika w niejasnych okolicznościach. Caulfield, który jest dziennikarzem, odkrywa, że ktoś wymazał wszelki wzmianki o Whitterze, a NASA zaprzecza, że dla niej pracował. Postanawia przeprowadzić śledztwo w tej sprawie, ale szybko przekonuje się, że komuś zależy na tym, by nie poznał prawdy.
Powracający na Ziemię statek kosmiczny z powodu wadliwej osłony termicznej rozpada się. Władze informują o śmierci astronautów, którzy domyślając się, że coś poszło nie tak, postanawiają uciec w obawie o własne życie. Uprowadzają samolot sprzed bazy, ale z powodu braku paliwa rozbijają się na pustyni. Dla własnego bezpieczeństwa postanawiają się rozdzielić. W pościg za nimi ruszają czarne helikoptery, które chwytają Walker i Willisa.
Tymczasem prowadzący śledztwo Caulfield odkrywa bazę, w której przetrzymywano astronautów. Z pomocą pilota samolotów rolniczych "Albaina" przeczesuje pustynię, dzięki czemu w ostatniej chwili ratuje życie Brubakera, który ucieka przed czarnymi helikopterami. Na koniec pojawiają się na cmentarzu, gdzie odprawiany jest pogrzeb rzekomo poległych astronautów.

## Produkcja
Reżyser Peter Hyams zaczął myśleć o fabule filmu, jeszcze podczas pracy dla telewizji CBS, gdzie zajmował się transmisjami misji Apollo. Odnosząc się później do lądowania na Księżycu powiedział, że było to wydarzenie o ogromnym znaczeniu, a nie miało prawie żadnych świadków. Jedynymi dowodami zaś były tylko nagrania telewizyjne. Kiedy w połowie lat 70. Hyams z powodzeniem rozpoczął pracę scenarzysty, a potem reżysera, zaczął pisać scenariusz do Koziorożca 1. Z pomocą swojego przyjaciela i producenta Paula Lazarusa uzyskał wsparcie szefa ITC Entertainment, który przekazał na realizację filmu blisko 5 milionów dolarów. Żeby zmieścić się w budżecie Hyams potrzebował wsparcia amerykańskiej agencji kosmicznej NASA, z którą miał bardzo dobre relacje od czasu Futureworld. Pomimo przedstawienia jej w negatywnym świetle, filmowcy otrzymali rządowy sprzęt, który posłużył im za rekwizyty (w tym także prototyp modułu księżycowego).
Premiera filmu początkowo miała się odbyć w lutym 1978, ale ostatecznie przesunięto ją na czerwiec. Koziorożec 1 okazał się jednym z najbardziej udanych, niezależnych filmów roku.